# Wiosenna podróż
Wiosenna podróż (tyt. oryg. Udhëtim në pranverë, inny tytuł: A Journey Into Spring) — albański film fabularny z roku 1975 w reżyserii Qerima Maty.

## Opis fabuły
Valbona, nowa wokalistka zespołu muzycznego spóźnia się na wyjazd na tournée po całej Albanii. Młody kierowca pomaga Valbonie szukać jej zespołu, a w nagrodę może wysłuchać koncertu, w którym bierze udział także Valbona.

## Obsada
- Minella Borova jako Besnik
- Liljana Kondakçi jako Valbona
- Spiro Strati jako Kiu
- Nikolin Xhoja jako magazynier
- Aishe Stari jako kelnerka
- Gaqo Çako jako piosenkarz
- Aishe Mullai jako kobieta w pociągu
- Fredi Gusho jako chłopiec w pociągu
- Krisanthi Kotmilo jako matka Valbony
- Avni Mula jako piosenkarz
- Dhimitraq Kosta
- Izet Mato
- Zeliha Sina
- Fatime Sokoli
- Iliriana Tona